# اجتهاد (إسلام)
الاجتهاد لغة: «بذل الجهد في فعل شاق» فيقال: اجتهد في حمل الرحى، لا في حمل خردلة، وعرفه علماء أصول الفقه بأنه: «بذل الجهد في إدراك الأحكام الشرعية»، أو هو: «بذل الجهد في تعرف الحكم الشرعي» ويقابله: التقليد. هو إما تام أو ناقص، فالتام هو: «استفراغ القوة النظرية حتى يحس الناظر من نفسه العجز عن مزيد طلب»، والناقص هو: «النظر المطلق في تعرف الحكم». ويكون الاجتهاد بمعنى: بذل مجهود علمي، ممن تتوفر فيه شروط الاجتهاد، للبحث والنظر والاستدلال، واستنباط الأحكام الشرعية من أدلتها، وهو إما؛ اجتهاد مطلق كاجتهاد الأئمة الأربعة، وإما؛ اجتهاد مقيد كاجتهاد أصحاب الأئمة الأربعة، الذين نقلوا محتوى المذهب وبحثوا وحققوا فيه، وهذا النوع من الاجتهاد للمتخصص الذي له معرفة واسعة بمقاصد الشريعة، وفهم مداركها، والقدرة على استنباط الأحكام الشرعية، أما الاجتهاد الذي ليس من قبيل التخصص العلمي؛ فلا يشترط فيه كل هذه الشروط.

## معنى الاجتهاد

### بالمعنى اللغوي
الاجتهاد في اللغة العربية: هو عبارة عن (بذل المجهود واستفراغ الوسع في تحقيق أمر من الأمور) ولا يستعمل إلا فيما فيه كلفة ومشقة، فيقال: اجتهد في حمل حصى الرحى ولا يقال: اجتهد في حمل خردلة.

### تعريفه عند علماء الأصول
هو: بذل الجهد، واستفراغ الوسع في درك الأحكام الشرعية". بتحقيق المناط أو تخريج المناط. فهو عمل المجتهد في استنتاج الأحكام الشرعية من أدلّتها ومصادرها المقررة، كالقرآن والسنة والإجماع والقياس وغيرها. وبعبارة أخرى، هو بذل الجهد لاستنباط واستخراج الأحكام الشرعية الفرعية من أدلتها التفصيلية.
يؤمن المسلمون أن شريعة الإسلام هي خاتمة الشرائع الإلهية كلها؛ وأنها صالحة لكل زمان ومكان، وأنها تمتاز بقدرتها على تنظيم حياة الناس واستيعاب الحوادث المتجددة وذلك بإتاحة الفرصة للاجتهاد وتنظيمها له.

## أدلة مشروعية الاجتهاد
يستدل علماء الدين الإسلامي ببعض آيات القرآن وبعض الأحاديث النبوية على سبيل المثال ما ورد في قوله تعالى في سورة النساء ﴿إِنَّا أَنْزَلْنَا إِلَيْكَ الْكِتَابَ بِالْحَقِّ لِتَحْكُمَ بَيْنَ النَّاسِ بِمَا أَرَاكَ اللَّهُ وَلَا تَكُنْ لِلْخَائِنِينَ خَصِيمًا ۝١٠٥﴾ [النساء:105] فإنه يتضمن اقرار الاجتهاد بطريق القياس، ومنها قوله تعالى: ﴿إِنَّ فِي ذَلِكَ لَآيَاتٍ لِقَوْمٍ يَتَفَكَّرُونَ ۝٣﴾ [الرعد:3] وقوله تعالى: ﴿إِنَّ فِي ذَلِكَ لَآيَاتٍ لِقَوْمٍ يَعْقِلُونَ ۝٤﴾ [الرعد:4] ﴿وَلَقَدْ يَسَّرْنَا الْقُرْآنَ لِلذِّكْرِ فَهَلْ مِنْ مُدَّكِرٍ ۝١٧﴾ [القمر:17] ﴿كِتَابٌ أَنْزَلْنَاهُ إِلَيْكَ مُبَارَكٌ لِيَدَّبَّرُوا آيَاتِهِ وَلِيَتَذَكَّرَ أُولُو الْأَلْبَابِ ۝٢٩﴾ [ص:29] ﴿هَذَا بَلَاغٌ لِلنَّاسِ وَلِيُنْذَرُوا بِهِ وَلِيَعْلَمُوا أَنَّمَا هُوَ إِلَهٌ وَاحِدٌ وَلِيَذَّكَّرَ أُولُو الْأَلْبَابِ ۝٥٢﴾ [إبراهيم:52] ﴿وَالَّذِينَ إِذَا ذُكِّرُوا بِآيَاتِ رَبِّهِمْ لَمْ يَخِرُّوا عَلَيْهَا صُمًّا وَعُمْيَانًا ۝٧٣﴾ [الفرقان:73] ﴿وَقَالُوا لَوْ كُنَّا نَسْمَعُ أَوْ نَعْقِلُ مَا كُنَّا فِي أَصْحَابِ السَّعِيرِ ۝١٠﴾ [الملك:10] ﴿وَإِذَا قِيلَ لَهُمُ اتَّبِعُوا مَا أَنْزَلَ اللَّهُ قَالُوا بَلْ نَتَّبِعُ مَا أَلْفَيْنَا عَلَيْهِ آبَاءَنَا أَوَلَوْ كَانَ آبَاؤُهُمْ لَا يَعْقِلُونَ شَيْئًا وَلَا يَهْتَدُونَ ۝١٧٠ وَمَثَلُ الَّذِينَ كَفَرُوا كَمَثَلِ الَّذِي يَنْعِقُ بِمَا لَا يَسْمَعُ إِلَّا دُعَاءً وَنِدَاءً صُمٌّ بُكْمٌ عُمْيٌ فَهُمْ لَا يَعْقِلُونَ ۝١٧١﴾ [البقرة:170–171] ﴿أَفَلَا يَتَدَبَّرُونَ الْقُرْآنَ أَمْ عَلَى قُلُوبٍ أَقْفَالُهَا ۝٢٤﴾ [محمد:24] وقوله تعالى: ﴿أَفَلَا يَتَدَبَّرُونَ الْقُرْآنَ وَلَوْ كَانَ مِنْ عِنْدِ غَيْرِ اللَّهِ لَوَجَدُوا فِيهِ اخْتِلَافًا كَثِيرًا ۝٨٢ وَإِذَا جَاءَهُمْ أَمْرٌ مِنَ الْأَمْنِ أَوِ الْخَوْفِ أَذَاعُوا بِهِ وَلَوْ رَدُّوهُ إِلَى الرَّسُولِ وَإِلَى أُولِي الْأَمْرِ مِنْهُمْ لَعَلِمَهُ الَّذِينَ يَسْتَنْبِطُونَهُ مِنْهُمْ وَلَوْلَا فَضْلُ اللَّهِ عَلَيْكُمْ وَرَحْمَتُهُ لَاتَّبَعْتُمُ الشَّيْطَانَ إِلَّا قَلِيلًا ۝٨٣﴾ [النساء:82–83] فهذا دليلٌ أيضاً على مشروعية الاجتهاد وإعمال الفكر والعقل لمن أراد استخراج الحكم الشرعي في آيات الكتاب العزيز بطريق النظر والإستنباط، كما استنبط الاجتهاد من بعض أحاديث محمد بن عبد الله (صلى الله عليه وسلم) نبي الإسلام منها:
روي عن البخاري في صحيحه: 
| اجتهاد (إسلام) | من حديث عن عمرو بن العاص "إذا حكم الحاكم فأصاب فله أجران، واذا أخطأ فله أجر" (صحيح البخاري، كتاب الإعتصام، باب أجر الحاكم إذا أصاب أو أخطأ) | اجتهاد (إسلام) |

ومن الأدلة على مشروعية الاجتهاد حديث معاذ بن جبل الذي رواه أبو داود
روي عن المحدثين باشتهار ما رواه أبو داود في سننه: 
| اجتهاد (إسلام) | أنه حينما بعثه النبي قاضياً إلى اليمن، فقال له: بم تقضي؟ قال بما في كتاب الله، قال: فإن لم تجد في كتاب الله؟ قال: أقضي بما قضى به رسول الله؟ قال: فإن لم تجد فيما قضى به رسول الله؟ قال: أجتهد برأي، قال: الحمد لله الذي وفق رسول رسوله. | اجتهاد (إسلام) |

وهذا الحديث وإن كان مرسلاً عند بعض المحدثين لجهالة أصحاب معاذ بن جبل إلا أنه تلقته أكثر الأمة بالقبول، وله شواهد أخرى تؤكده.
روي عن أبي داود في سننه: 
| اجتهاد (إسلام) | خرج رجلان في سفر فحضرت الصلاة وليس معهما ماء فتيمما صعيدا طيبا فصليا، ثم وجدوا الماء في وقت، فأعاد أحدهما الصلاة والوضوء ولم يعد الآخر، ثم أتيا على رسول الله فذكرا ذلك فقال للذي لم يعد: "أصبت السنة وأجزأتك صلاتك. وقال للذي توضأ وأعاد: لك الأجر مرتين" (سنن أبي داود، كتاب الطهارة، باب المتيمم يجد الماء ما يصلي في الوقت) | اجتهاد (إسلام) |

من هذة الرواية اعتبر علماء الدين الإسلامي أن من اجتهد في مسألة ما وكان من الاجتهاد فأصاب فله أجران، وإن أخطأ فله أجر؛ لكن اعتبروا أن الاجتهاد محصور فقط في العلماء المؤهلين للاجتهاد من وجهة نظرهم. بالنسبة للاجتهاد المطلق.
الاجتهاد هو: (بذل الفقيه وسعه في تحصيل ظن بحكم شرعي من الكتاب والسنة أو الإجماع) قاله ابن عرفة.

## حكم الاجتهاد
حكم الاجتهاد في الشرع أنه: قد يكون فرضاً عينيا، أو كفائيا، أو غير ذلك بحسب نوع الاجتهاد ومدى أهميته، وقد ذكر علماء الأصول أنه: إذا وقعت حادثة لشخص أو سئل عن حادثة فإن حكم الاجتهاد في حقه يكون فرضاً عينياً وقد يكون فرضاً كفائياً وقد يكون مندوباً وقد يصير حراماً
- فهو فرض عين في حق نفسه فيما طرأ له من حوادث فإذا أداه اجتهاده إلى حكم لزمه العمل به ولا يجوز له أن يقلد غيره من المجتهدين في حق نفسه وفي حق غيره لأن حكم المجتهد هو حكم الله في المسألة التي اجتهد فيها بحسب ظنه الغالب، والمجتهد ينبغي عليه العمل بما غلب على ظنه أنه حكم الله.
وكذلك يكون الاجتهاد فرض عين عليه إذا سئل عن حادثة وقعت وخاف فواتها على غير وجهها الشرعي ولم يوجد غيره لأن عدم الاجتهاد يقضي بتأخير البيان عن وقت الحاجة وهو ممنوع شرعاً.
قال القرافي في إرشاد الفحول: (مذهب مالك وجمهور العلماء: وجوب الاجتهاد وإبطال التقليد).
فإن لم يخف فوت الحادثة ووجد غيره من المجتهدين يجب عليه وجوباً كفائياً فإذا اجتهد أحد المجتهدين سقط الطلب عن الباقين وإن تركه الجميع أثموا جميعاً.
- الندب: وهو الاجتهاد في حكم حادثة لم تحصل سواءً سئل عنه أو لم يسأل.
- التحريم: وهو وقوع الاجتهاد في مقابلة نصٍ قاطع من كتاب أو سنة أو في مقابلة الإجماع وفيما عداه يكون جائزاً.

## مراتب الاجتهاد
مراتب الاجتهاد هي درجات ومراتب علمية محددة في الفقه وأصوله، ويقصد بها ترتيب المستويات العلمية للمجتهدين ودرجاتهم. وقد ذكر علماء الشرع الإسلامي مراتب الفقهاء، وبينوا خصائص كل صنف من المجتهدين وشروطه في الاجتهاد، كما قسم العلماء مراتب المجتهدين إلى قسمين أساسيين وهما: المجتهد المستقل وغير المستقل، فالمجتهد المستقل أو المجتهد المطلق المستقل، هو الذي بلغ رتبة الاجتهاد في جميع أبواب الشرع وفق شروط محددة لذلك، وتعد رتبة المجتهد المستقل من أعلى مراتب الاجتهاد، فالمستقل كالأئمة الأربعة، وغير المستقل هو المنتسب إلى مذهب إمام من أئمة المذاهب الفقهية. وقد فقد الاجتهاد المستقل في القرن الرابع الهجري، ولم يبق إلا اجتهاد المنتسبين إلى المذاهب الفقهية، الذين عملوا في استكمال بناء المذاهب الفقهية، حتى نضج علم فروع الفقه خصوصا في العصور المتأخرة، فالمسائل والأحكام الفقهية ومعاقد الإجماع أصبحت مقررة، والفقهاء بعد الفراغ من تمهيد الأحكام مقلدون لأئمة مذاهبهم في الأحكام المفروغ منها.

### المجتهد
المجتهد اسم الفاعل، مشتق من الاجتهاد، وهو في اللغة: الذي يبذل جهدا في فعل شاق، وفي علم أصول الفقه هو: من توافرت فيه القدرة على استنباط الأحكام الشرعية الفرعية العملية من أدلتها التفصيلية كما حددها علماء الأصول.

### شروط المجتهد
شروط المجتهد قسمان أحدها: شروط عامة وهي الشروط التي يلزم أن تجتمع في جميع أصناف المجتهدين، وفيمن يتولى الإفتاء والقضاء بأن يمتلك الأهلية والكفاءة العلمية والمعرفة بالأحكام الشرعية، وأن لم يبلغ رتبة الاجتهاد المطلق، وقد ذكرها ابن الصلاح في أدب الفتيا، وذكرها النووي في المجموع فقال: «شرط المفتي كونه مكلفا مسلما وثقة مأمونا متنزها عن أسباب الفسق وخوارم المروءة، فقيه النفس، سليم الذهن، رصين الفكر، صحيح التصرف والاستنباط، متيقظا». وقال أيضا: يشترط في المفتي المنتسب إلى مذهب إمام كما سبق أن يكون فقيه النفس، حافظا مذهب إمامه، ذا خبرة بقواعده، وأساليبه ونصوصه. وشروط المفتي وصفاته كما ذكرها ابن الصلاح هي: أن يكون مكلفا مسلما ثقة مأمونا منزها من أسباب الفسق ومسقطات المروءة؛ لأن من لم يكن كذلك فقوله غير صالح للاعتماد -وإن كان من أهل الاجتهاد- ويكون فقيه النفس سليم الذهن رصين الفكر صحيح التصرف والاستنباط متيقظا. وهذه شروط المجتهد بوجه عام.
القسم الثاني من شروط المجتهد فيما إذا كان المجتهد في رتبة المجتهد المطلق؛ فيشترط فيه مع هذه الشروط السابقة وجود شروط إضافية أخرى منها: أن يكون قيما بمعرفة أدلة الأحكام الشرعية من الكتاب والسنة والإجماع والقياس وما التحق بها على التفصيل المذكور في كتب الفقه وغيرها، وأن يكون عالما بما يشترط في الأدلة ووجوه دلالاتها، ويكفيه اقتباس الأحكام منها وذلك يستفاد من علم أصول الفقه، وأن يكون عارفا من علم القرآن وعلم الحديث وعلم الناسخ والمنسوخ وعلمي النحو واللغة، واختلاف العلماء واتفاقهم بالقدر الذي يتمكن به من الوفاء بشروط الأدلة والاقتباس منها، وأن يكون ذا دراية وارتياض في استعمال ذلك، وأن يكون عالما بالفقه ضابطا لأمهات مسائله وتفاريعه المفروغ من تمهيدها. فمن جمع هذه الفضائل فهو المفتي المطلق المستقل الذي يتأدى به فرض الكفاية كما يشترط في المفتي المستقل أن يكون مجتهدا مستقلا. قال ابن الصلاح: وكون المفتي حافظا لمسائل الفقه لم يعد من شروط المفتي في كثير من الكتب المشهورة نظرا إلى أنه ليس شرطا لمنصب الاجتهاد، وذلك إن الفقه من ثمراته فيكون متأخرا عنه وشرط الشيء لا يتأخر عنه واشترط ذلك الأستاذ أبو إسحاق الإسفراييني وصاحبه أبو منصور البغدادي وغيرهما، قال ابن الصلاح: واشتراط ذلك في صفة المفتي الذي يتأدى به فرض الكفاية هو الصحيح وإن لم يكن كذلك في صفة المجتهد المستقل على تجرده؛ لأن حال المفتي يقتضي اشتراط كونه على صفة يسهل عليه معها إدراك أحكام الوقائع على القرب من غير تعب كثير وهذا لا يحصل لأحد من الخلق إلا بحفظ أبواب الفقه ومسائله. ولا يشترط أن يستحضر في ذهنه جميع الأحكام، بل يكفي أن يكون حافظا لمعظمها متمكنا من إدراك الباقي على القرب. ويشترط فيه أن يعرف من الحساب ما يصحح به المسائل الحسابية الفقهية. قال ابن الصلاح: حكى أبو إسحاق وأبو منصور فيه اختلافا للأصحاب، والأصح اشتراطه لأن من المسائل الواقعة نوعا لا يعرف جوابه إلا من جمع بين الفقه والحساب.

#### شروط المجتهد المطلق
- الأهلية، وقدرة استنباط الأحكام الشرعية، بأن تتوفر فيه الشروط اللازمة للاجتهاد
- الإسلام
- البلوغ
- العقل
- العدالة والتقوى
- أن يكون محيطاً بمدارك الشرع

المعرفة والعلم علي مستوي التخصص:
- بالقرآن الكريم
- بالسنة النبوية
- بعلمي النحو واللغة وما يحتاجه من علوم اللغة العربية
- بمعاقد الإجماع
- بأصول الفقه ومقاصد الشريعة
- بفهم المسائل المعروضة عليه، وغيرها
- ان يعرف وجوه القياس وشرائطه المعتبره
- أن يعرف الناسخ والمنسوخ من القرآن والسنة

فإذا طرأت مسالة مستجدة نظر المجتهد في القران الكريم لعله يجد فيه آية تضمنت حكمها، والا نظر في السنة النبوية المطهرة لعله يجد فيها حديثا صحيحا يتضمن حكمها، فان لم يجد اجتهد في ضوء الامور العامة في الكتاب والسنة ومعاقد الإجماع وغيرها، وفق قواعد الفقه والأصول.

## أهمية الاجتهاد
يعتبر علماء الدين الإسلامي الاجتهاد من أهم الوسائل التي يتمكن بها العالم المختص من التوصل إلى الأحكام الشرعية في مسائل الحياة المتجددة. فبه يتعرفون على أحكام الحياة كلها، وبه يسترشدون على سلامة سلوكهم وعملهم.
ومع تجدد الحياة وكثرة المستجدات فيها، كان لا بد من وجود فئة متخصصة في العلوم الشرعية وما يتصل بها، تتولى مهمة النظر في القضايا المستجدة وبيان الأحكام الشرعية المناسبة من كل منها بحيث يسهل الرجوع إليها، والاستئناس بها، وكان من المناسب أن يتولى علماء الأمة بمساعدة الدول الإسلامية مهمة توفير حاجة المجتمع من هذه الفئة ؛ بإنشاء الحوزات العلمية والكليات الشرعية والمجمعات الفقهية والهيئات العامة للفتيا، وتنظيم لقاءات علمية بين المختصين الشرعيين.

## مجال الاجتهاد
حدد الفقهاء والأصوليون مجال الاجتهاد وهو كل حكم شرعي ليس فيه دليل قطعي الثبوت، فخرج به ما لا مجال للاجتهاد فيه مما اتفقت الأمة عليه من ظواهر وجليات الشرع كوجوب الصلوات الخمس والزكاة والصيام وتحريم الخمر والربا والزنا والسرقة إلى غير ذلك مما ورد فيه دليل صريح واضح لا يقبل الجدل. وقد حدد الغزالي هذا الضابط في كتابه المستصفى فالأحكام الشرعية بالنسبة للاجتهاد نوعان:
- ما يجوز الاجتهاد فيه.
- وما لا يجوز الاجتهاد فيه.

والخلاصة في ذلك: أن مجال الاجتهاد أمران: ما لا نص فيه أصلاً أو ما فيه نص غير قطعي. ولا يجري الاجتهاد في القطعيات ولا فيما يجب فيه الاعتقاد الجازم من أصول الدين إذ لا مساغ للاجتهاد في مورد النص.
وهذا الأصل جارٍ في القوانين الوضعية فمتى كان القانون صريحاً لا اجتهاد فيه ولو كان مغايراً لروح العدل. والقضاة مكلفون بتنفيذ أحكامه حسبما وردت لأن تفسير يرجع إلى الواضع للقانون ولا مساغ للاجتهاد في موضع النص.

## التحري
التحري عند علماء الفقه هو بمعنى: الاجتهاد، المتعلق بالمكلف فيما قد يعرض له من الأمور التي تستلزم معرفة الحكم عند فقد الدليل، سواء كان عالما أو عاميا، مثاله: إذا دخل وقت الصلاة وهو في الصحراء مثلا، ولم يعلم جهة القبلة؛ فيجتهد في جهة القبلة، ويصلي، ولا إعادة عليه.